# Argenteau

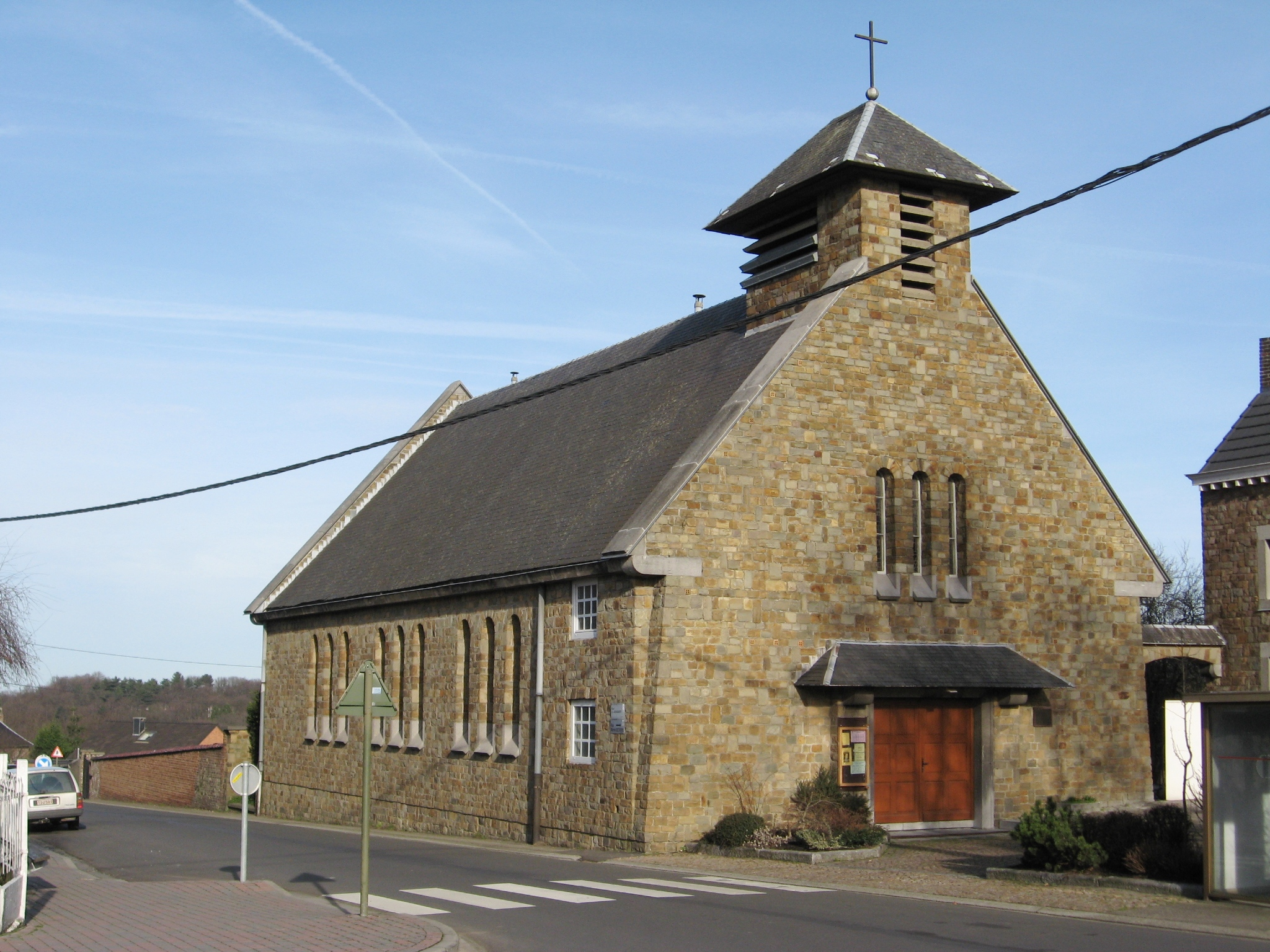
L'église de l'Assomption de la Vierge.

Argenteau (en wallon Årdjètê) est une section de la commune belge de Visé située en Région wallonne dans la province de Liège.
C'était une commune à part entière avant la fusion des communes de 1977. Elle possède un hameau : Wixhou.

## Géographie
Argenteau est située à l'extrémité ouest du plateau de Herve, entre la vallée de la Meuse et le vallon boisé de la Julienne.

## Évolution démographique
- Sources : INS, Rem. : 1831 jusqu'en 1970 = recensements, 1976 = nombre d'habitants au 31 décembre.

## Patrimoine et culture

### Patrimoine architectural et sites

#### Cimetière
Le cimetière de Sarolay, situé à l'église Saint-Pierre, abrite divers personnalités comme Jacky Morael.

## Personnes nées à Argenteau
- Guillaume-Marie van Zuylen (1910-2004), évêque de Liège.
- François Walthéry, né le 17 janvier 1946, dessinateur et scénariste de bandes dessinées.